# Kiri
Kiri este un oraș în  provincia Bandundu, Republica Democrată Congo. În 2012 avea o populație de 14 612 de locuitori, iar în 2004 avea 12 148.